# Nieugięty Luke
Nieugięty Luke – amerykański dramat więzienny z Paulem Newmanem w roli tytułowej, w reżyserii Stuarta Rosenberga.

## Obsada
- Paul Newman jako Luke Jackson
- George Kennedy jako Dragline
- J.D. Cannon jako Society Red
- Lou Antonio jako Koko
- Robert Drivas jako Loudmouth Steve
- Strother Martin(inne języki) jako Captain
- Jo Van Fleet jako Arletta
- Clifton James jako Carr
- Morgan Woodward jako Boss Godfrey
- Luke Askew jako Boss Paul
- Marc Cavell jako Rabbitt
- Richard Davalos jako Ślepy Dick
- Robert Donner jako Boss Shorty
- Warren Finnerty jako Tattoo
- Dennis Hopper jako Babalugats
- John McLiam jako Boss Keen
- Wayne Rogers jako Gambler
- Harry Dean Stanton jako Tramp
- Charles Tyner jako Boss Higgins
- Ralph Waite jako Alibi
- Anthony Zerbe jako Dog Boy
- Buck Kartalian jako Dynamite
- Joe Don Baker jako Fixer
- Joy Harmon jako Lucille
- Andre Trottier jako Dog Boy 2

## Nagrody i wyróżnienia
Nieugięty Luke zdobył Nagrodę Amerykańskiej Akademii Filmowej w kategoriach: Najlepszy aktor drugoplanowy (George Kennedy) oraz nominacje w kategoriach Najlepszy aktor pierwszoplanowy (Paul Newman), Najlepsza muzyka oraz Najlepszy scenariusz adaptowany.
W 2003 roku w plebiscycie Amerykańskiego Instytutu Filmowego AFI 100 Lat... Bohaterowie i złoczyńcy Luke Jackson zajął 30. miejsce w rankingu bohaterów, a cztery lata później w plebiscycie AFI 100 Lat... 100 Cheers, na najbardziej inspirujące amerykańskie filmy, Nieugięty Luke zajął 71. pozycję.
Nieugięty Luke został włączony do National Film Registry w 2005 roku.